# Вајола (Делавер)
Вајола (енгл. Viola) град је у Округу Кент у америчкој савезној држави Делавер. По попису становништва из 2010. у њему је живело 157 становника

## Демографија
| Група             | 2000.       | 2010.       |
| Белци             | 143 (91,7%) | 134 (85,4%) |
| Афроамериканци    | 7 (4,5%)    | 11 (7,0%)   |
| Азијати           | 3 (1,9%)    | 1 (0,6%)    |
| Хиспаноамериканци | 3 (1,9%)    | 9 (5,7%)    |
| Укупно            | 156         | 157         |